# George Allen (Politiker)

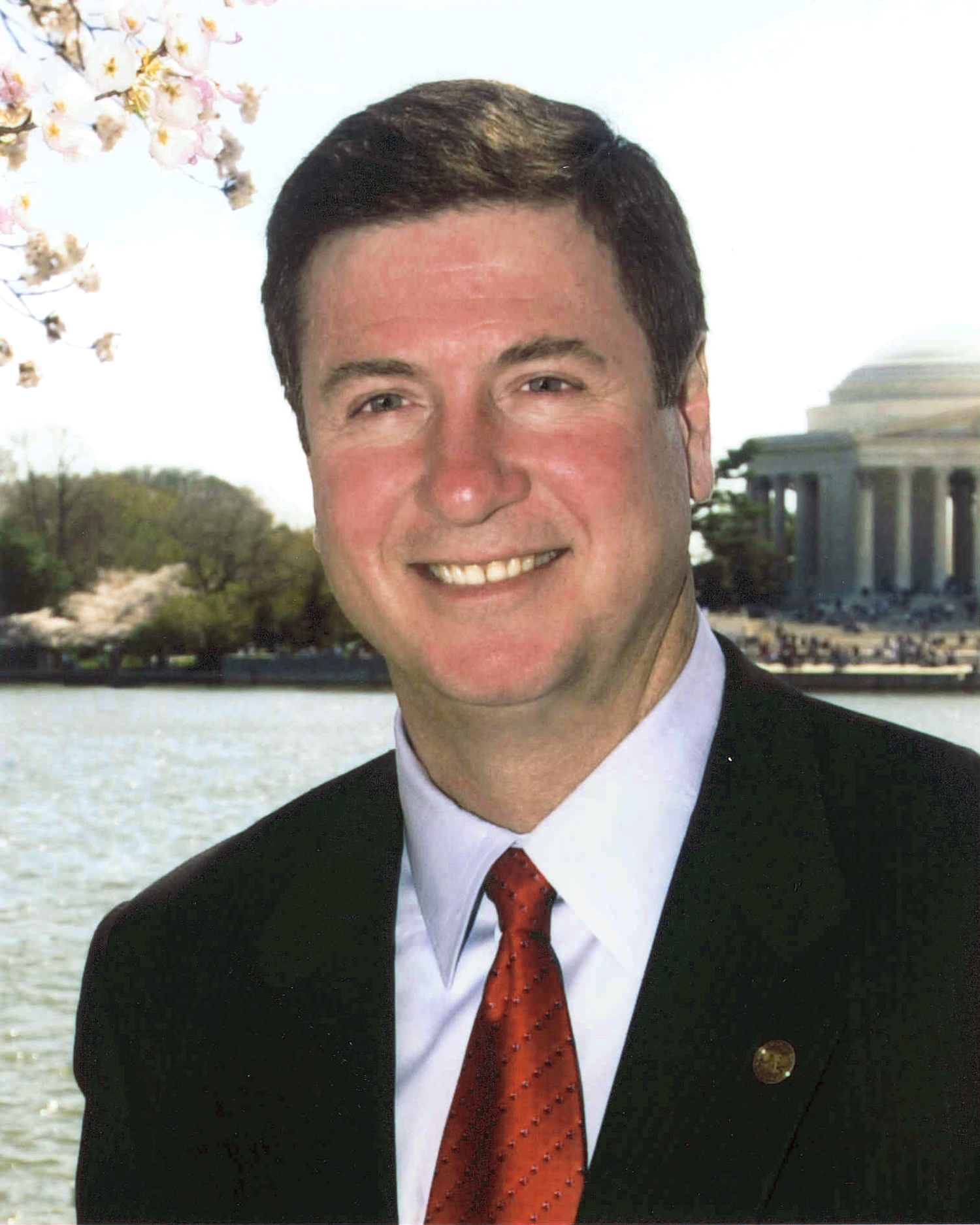
George Allen

George Felix Allen (* 8. März 1952 in Whittier, Kalifornien) ist ein US-amerikanischer Politiker. Der Republikaner war von 1994 bis 1998 Gouverneur von Virginia und von 2001 bis 2007 einer der beiden Senatoren für den Staat Virginia.

## Leben
Allen wurde in Kalifornien geboren und wuchs dort auf, siedelte jedoch im Alter von 19 nach Virginia über. Sein Vater war ein berühmter NFL-Footballtrainer. Von 1974 bis 1977 besuchte er die Law School der University of Virginia und ist heute Rechtsanwalt.
Von 1982 bis 1991 war er Abgeordneter im Repräsentantenhaus von Virginia. Von 1991 bis 1993 vertrat Allen den 7. Kongresswahlbezirk des Staates Virginia im Repräsentantenhaus der Vereinigten Staaten. Bei der Wahl im November 1993 wurde er zum Gouverneur von Virginia gewählt nahm dieses Amt von 1994 bis 1998 wahr. Eine Wiederwahl ist in Virginia durch Gesetz ausgeschlossen. Bei der Senatswahl 2000 schlug er Chuck Robb, den Schwiegersohn des ehemaligen Präsidenten Lyndon B. Johnson, und zog zum 3. Januar 2001 in den Senat der Vereinigten Staaten ein. Sein Mandat endete am 3. Januar 2007, nachdem er die Senatswahl am 7. November 2006 äußerst knapp gegen den demokratischen Herausforderer Jim Webb verlor. Vor der verlorenen Senatswahl galt Allen neben John McCain als einer der aussichtsreichsten Kandidaten der Republikaner für die Präsidentschaftswahl 2008. Bei der Wahl 2012 bewarb er sich erneut um seinen ehemaligen Senatssitz, verlor aber gegen den Demokraten Tim Kaine.

## Vorwürfe des Rassismus
Im Senatswahlkampf 2006 beschuldigten verschiedene eher linksliberale Medien (Washington Post, The Nation, The New Republic) Allen des Rassismus. Allen hatte einen Feiertag zu Ehren von Martin Luther King, jr. abgelehnt und erklärte als Gouverneur Virginias den April zum Gedenkmonat für die Konföderation. Seine zur Schau gestellte Verbundenheit zur Südstaatenflagge wurde ebenso kritisiert, da die Flagge insbesondere in der schwarzen Bevölkerung für Unterdrückung steht.
Bei einer Wahlveranstaltung sprach Allen einen anwesenden Wahlhelfer seines Herausforderers Webb, den dunkelhäutigen, in den USA geborenen und aufgewachsenen Studenten S. R. Sidarth folgendermaßen an:
“This fellow here over here with the yellow shirt, Macaca, or whatever his name is. He’s with my opponent. He’s following us around everywhere. And it’s just great. We’re going to places all over Virginia, and he’s having it on film and it’s great to have you here and you show it to your opponent because he’s never been there and probably will never come. […] So, Welcome! Let’s give a welcome to Macaca, here. Welcome to America and the real world of Virginia!”
Auf Deutsch sinngemäß etwa: „Dieser Junge hier vorne in dem gelben Hemd, Macaca, oder wie immer sein Name ist. Er gehört zu meinem Herausforderer. […] Heißen wir Macaca willkommen! Willkommen in Amerika und in der echten Welt Virginias!“
Sidarth, der für Webb die Reden Allens auf Video aufzeichnen sollte, nahm auch diesen Vorfall auf, und Webbs Wahlkampagne lud ihn nach einigen Tagen der medialen Berichterstattung über einen noch unbestätigten Vorfall auf YouTube hoch, wo er sich schnell weltweit verbreitete. Der Vorfall gilt dadurch als eines der ersten Beispiele für den Einfluss sozialer Medien in Wahlkämpfen.
„Macaca“ bezeichnet eine in Nordafrika beheimatete Affenart (Makaken) und wurde von französischen Kolonialherren in Afrika abwertend zur Bezeichnung dunkelhäutiger Einheimischer verwendet. Allen verteidigte sich, er habe sich bei der Wortwahl nichts gedacht; es sei eine Erfindung seinerseits gewesen. Manche Medien hielten das für unglaubwürdig, da Allens Mutter eine in Tunesien aufgewachsene Französin ist. Allen entschuldigte sich für seine Wortwahl; er habe nie jemanden beleidigen wollen. Der weltweit verbreitete Vorfall löste jedoch breite Empörung aus und trug zur Wahlniederlage Allens bei. Vor diesem Vorfall hatte er in Umfragen noch einen Vorsprung von 16 Prozent auf seinen Herausforderer Webb.